# Drasteria fumiluna
Drasteria fumiluna är en fjärilsart som beskrevs av Edward P. Wiltshire 1969. Drasteria fumiluna ingår i släktet Drasteria och familjen nattflyn. Inga underarter finns listade i Catalogue of Life.